# سنت-ژان-دارک (با-سن-لوران)
سَنت-ژان-دارک، با-سَن-لُران (به فرانسوی: Sainte-Jeanne-d'Arc) قصبه‌ای در منطقه شهری لا میتیس ناحیه با-سن-لوران در استان کبک کانادا است. در سرشماری سال ۲۰۱۱ این قصبه ۳۳۴ نفر جمعیت داشته‌است و مساحت آن ۱۱۰٫۸۲ کیلومتر مربع است.